# 实验室玻璃器皿

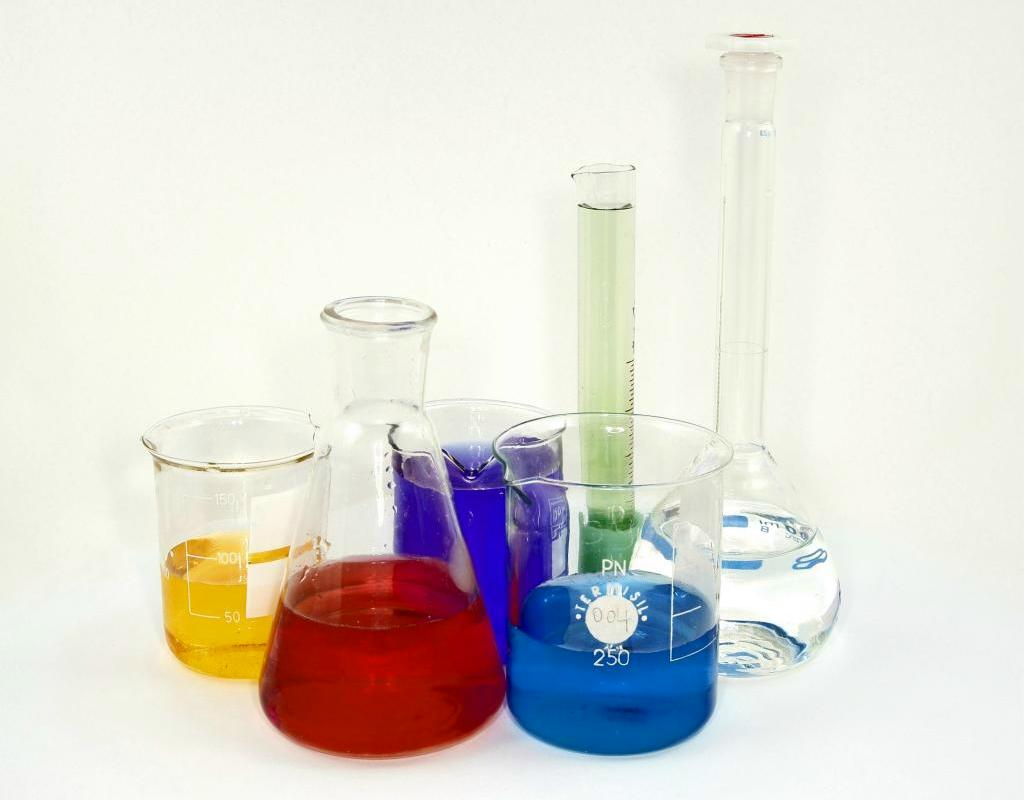
三个烧杯、一个錐形瓶、一个量筒和一个容量瓶。

实验室玻璃器皿（英語：laboratory glassware）指科学研究中使用的玻璃製实验室仪器。玻璃可经吹製、弯曲、切割、模制以形成各种尺寸和形状，因此被广泛用于化學、生物学和分析学实验室。许多实验室会为初学者提供玻璃器皿的使用教学，并提醒其注意可能的安全隐患。

## 历史

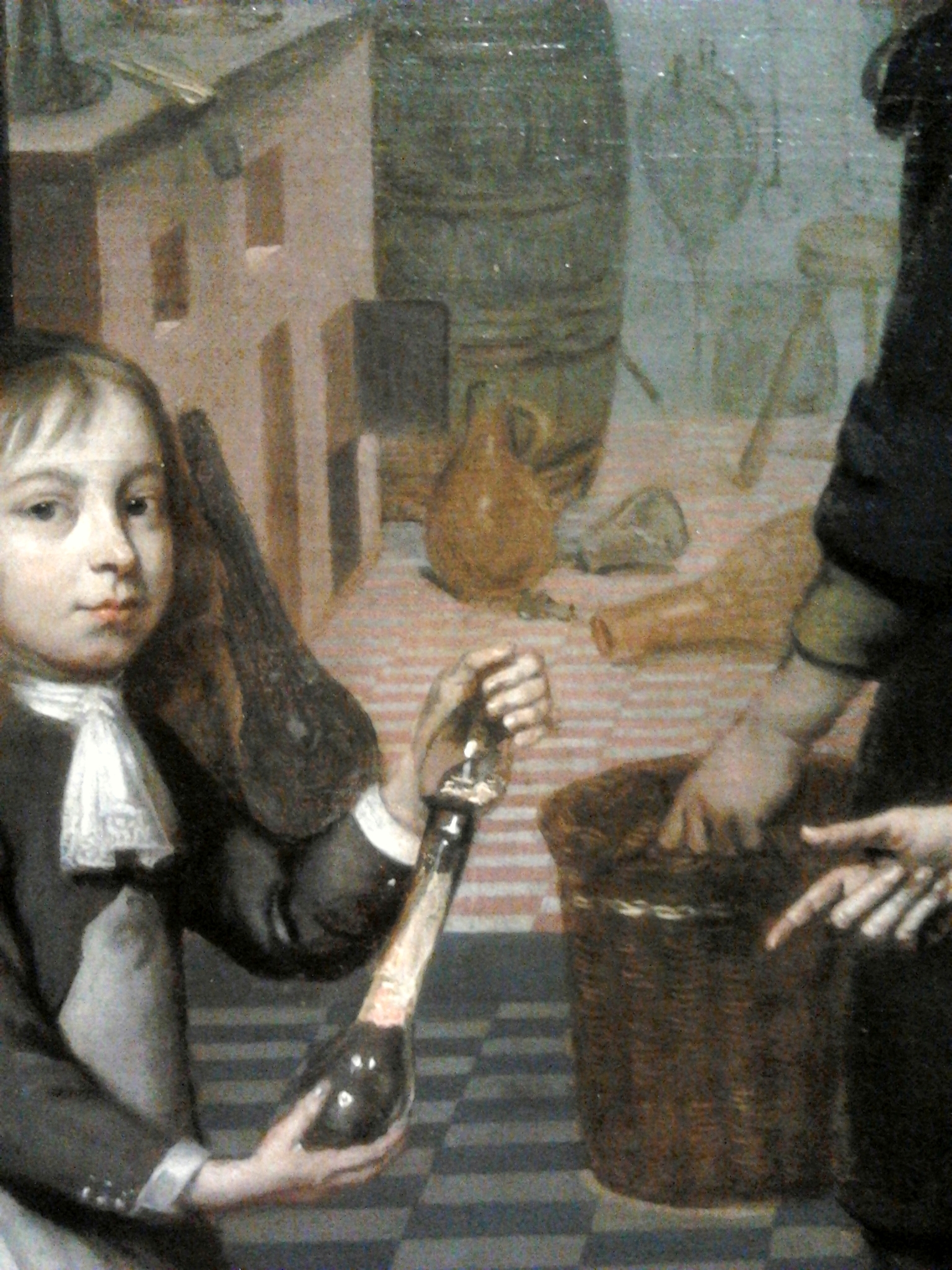
科内利斯·德曼绘画中的17世纪晚期实验室玻璃器皿（华沙国家博物馆）

### 古代
玻璃器皿的历史可追溯至腓尼基人，他们在營火中将黑曜石融合在一起，制成了第一件玻璃器皿。随着古叙利亚、古埃及和古罗马等其他文明对玻璃制造工艺的改进，玻璃器皿日趋发展。公元1世纪，亞歷山卓的炼金术士玛利亚首次创造出用于化学的玻璃器皿，她也因此广受赞誉。尽管有此类发明，这一时期可用于化学的玻璃器皿仍然有限，由于实验热稳定性的需要，化学用具主要由铜或陶瓷制成。 

### 近世
14至16世纪，威尼斯商人从东方的拜占庭和叙利亚習得制造玻璃的知识，並購得品質更佳的原料（例如碳酸鈉含量更高的植物灰），能生產出純淨度、耐热性与化学穩定性都更高的玻璃，促使实验室開始使用玻璃器皿。 

### 现代
许多在1830年代大量生产的玻璃质量低劣，使用时很快变得又糊又脏。通透的玻璃器皿便于控制实验条件，因而19世纪的化学家们开始认识到它们的重要性。发明试管的和法拉第都为化学玻璃吹制的兴起做出了贡献。法拉第在1827年发表了《化学操作》一书，详细介绍了制作各类小型玻璃管的过程及相关实验技术。贝尔塞柳斯在其教科书《化学操作与设备》中记录了各种化学玻璃的吹制方法。吹制技术的兴起提升了玻璃在化学实验中的可用性，确立了其在实验室中的主导地位。行业协会和标准也随着实验室玻璃器皿的发展产生和完善，普鲁士工业發展协会是最早支持合作改进所用玻璃质量的组织之一。
第一次世界大战开始前，绝大多数实验室玻璃器皿都在德国制造。美国将实验室玻璃器皿列為教具，不收取进口关税，因此该国的玻璃生产商很难与德国制造商竞争。對進口实验室玻璃器皿的高度依賴，導致美国在第一次世界大战期间面臨供应被切断的困境。1915年，康寧公司开发了一款名为“派热克斯”的硼硅酸盐玻璃，大大俾利戰時美国的軍工業。战后，许多实验室恢復使用进口的玻璃器皿，但改进玻璃器皿的研究也開始蓬勃发展，例如耐腐蚀材料聚四氟乙烯的开发，或是研發出更耐热冲击，又能保持化学惰性的玻璃器皿；成本降低也促進了相關技術的發展，如今用過即棄有時還比重复使用玻璃器皿更符合经济效益。

## 实验室玻璃器皿的选择
实验室玻璃器皿通常由负责管理特定实验室的人依不同的目的（如控制流体方向、達到特定的品質保證等等）选择，有時是以特定类型的玻璃制成的玻璃器皿，有時是低成本、大量生產的玻璃器皿，有時則是由玻璃工人吹製的特殊器皿。

### 玻璃类型

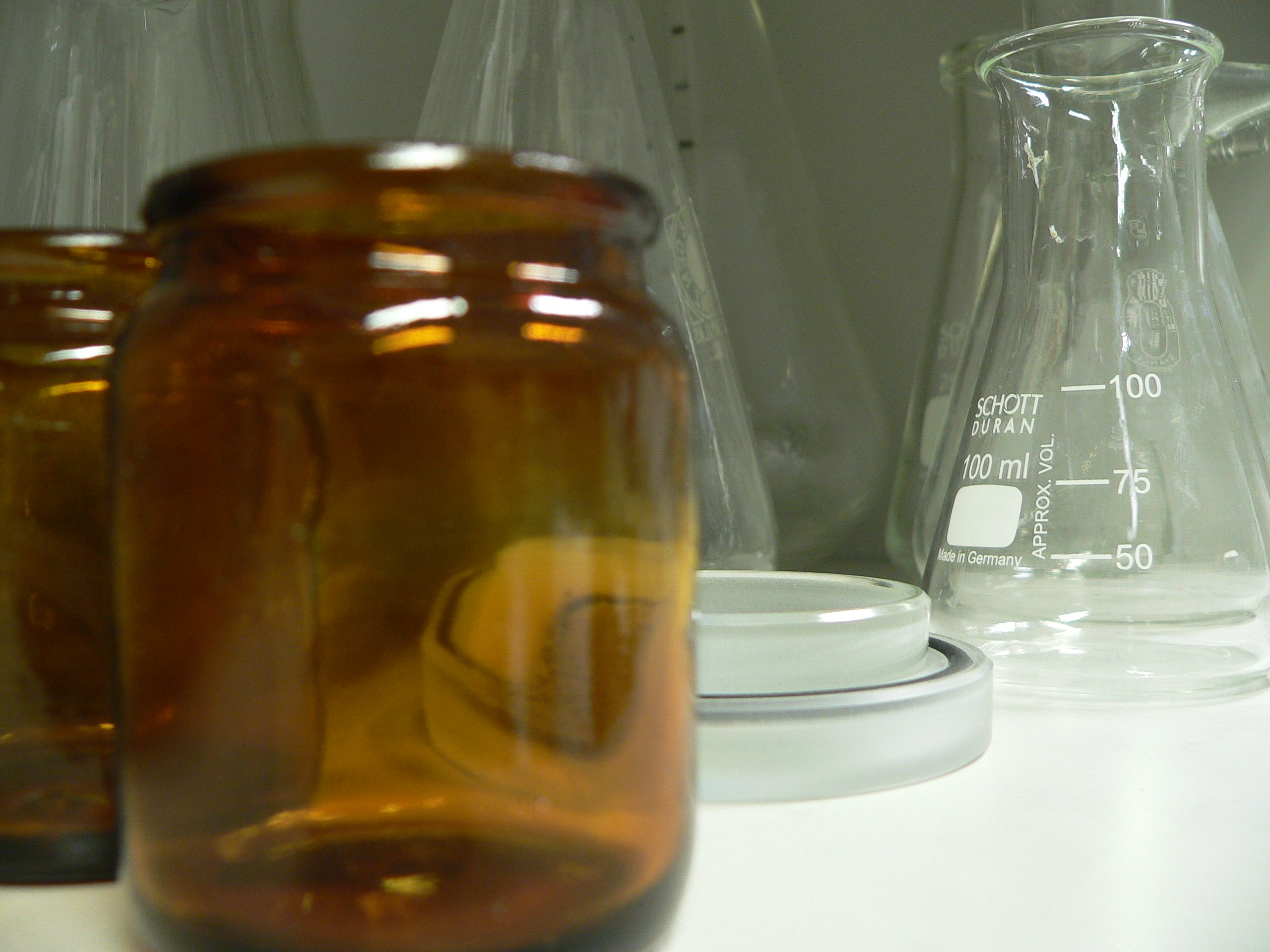
一些透明实验室玻璃器皿和棕色玻璃罐

实验室玻璃器皿可由几种类型的玻璃制成，每种玻璃的功能和用途不盡相同。硼硅玻璃是一种由氧化硼和二氧化硅组成的透明玻璃，其主要特点是热膨胀系数低，使其比大多数其他玻璃更耐热震。石英玻璃可以承受高温，且能容許特定波段的電磁波譜穿透。深棕色或琥珀色（光化学）玻璃可以阻挡紫外线和红外线辐射。厚壁玻璃适用于承受高压环境。裂纹玻璃是细小的多孔玻璃，允许气体或液体通过。经过特殊处理的镀膜玻璃器皿可以减少破损或故障的发生。硅烷化玻璃器皿经过特殊处理，防止有机质样品粘在玻璃上。

### 科学玻璃吹制
科学玻璃吹制（Scientific glass blowing）通常在一些较大的实验室裡进行，是玻璃吹制的一个专门领域。科学玻璃吹制涉及精确控制玻璃的形状和尺寸，修复昂贵的或难以替代的玻璃器皿，以及将各种玻璃部件熔合在一起。许多部件都可以融合在一段玻璃管上，以创造高度专业化的实验室玻璃器皿。

### 控制流体流向
在使用玻璃器皿时，常常需要控制流体的运动方向。通常用瓶塞封闭流体，阻碍其流动；而通过连接玻璃器皿来引导流体输送。玻璃管、T型连接器、Y型连接器和玻璃集液器都可作为连接组件。另外也可以使用磨口玻璃塞（有时会用到固定夹）来防止流体泄漏。另一种连接玻璃器皿的方法是使用软管倒钩和柔性管。流体流动可以通过閥門进行选择性切换，其中旋塞是常见的一种类型，可以与玻璃器皿熔接在一起。完全由玻璃制成的阀门可以用来限制流体的流动。液体或任何可流动物质都可以用一个漏斗引导到一个狭窄的开口。
- 一个全玻璃止回阀。
- 一个锥形瓶和一个侧臂带旋纹的吸滤瓶。
- 一个玻璃集液体器，左侧是软管倒钩，右侧是磨口玻璃塞。
- 一种带有聚四氟乙烯密封圈的锥形玻璃塞。密封圈的光学透明度会随玻璃塞受到的压力改变。
- 在舒伦克瓶侧臂上带有螺纹的T型孔塞阀。
- 在舒伦克瓶侧臂上，一个直孔玻璃旋塞（英语：stopcock）与塑料瓶塞定位器相连。

### 质量保证

#### 计量等级
在进行高精度体积测量（如测试实验室中所做的测量）时，玻璃器皿的计量等级变得很重要。器皿的计量等级可以通过测量标记名义值周围的信賴區間以及校准与NIST标准的可追溯性来确定。有时需要定期检查实验室玻璃器皿的校准情况。

#### 溶解度
制作实验室玻璃器皿的二氧化硅在大多数物质中是不溶的，但有少数例外，如氢氟酸。此外，少量的硅会在水中溶劑化，这可能会影响测量的精度和阈值。

#### 清洗

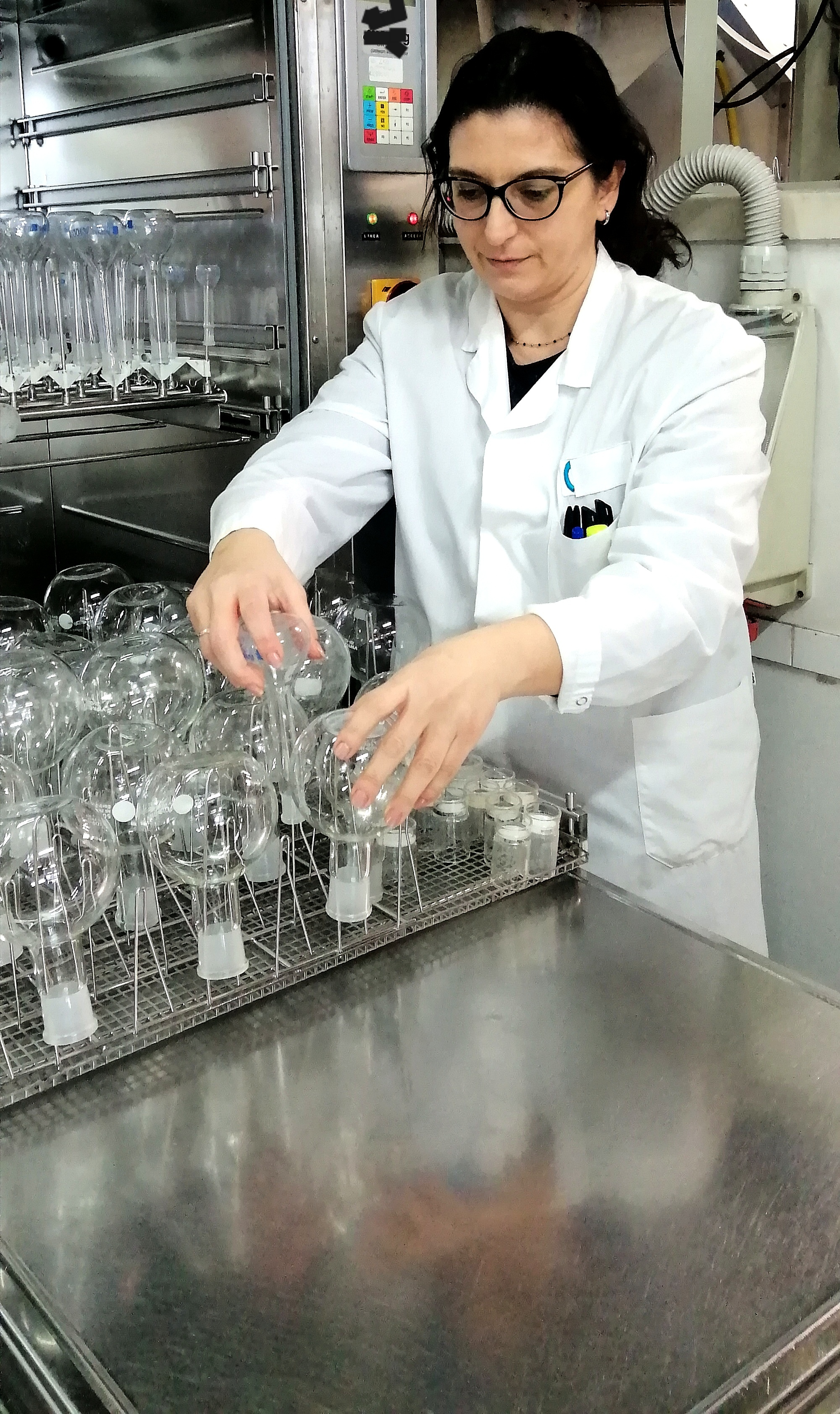
在洗碗机中清洁实验室玻璃器皿

清洗实验室玻璃器皿有各种方法。可以将器皿浸泡在洗涤剂溶液中，去除油脂和大多数污染物；然后使用刷子或擦洗垫清洁这些污染物，以去除不能冲洗的颗粒。一些坚固的玻璃器皿能够承受超声波清洗，因此无需手动擦洗。对于某些敏感的实验，可以将玻璃器皿浸泡在溶剂中，例如王水或弱酸，以溶解会干扰实验的特定污染物。清洗完成后，通常会将玻璃器皿冲洗三次，然后挂在架子上之前晾晒。

## 示例
实验室玻璃器皿种类多样。
一般的玻璃器皿容器包括：
- 烧杯：简单的圆柱形容器，用于盛放试剂或样品。
- 烧瓶：窄颈玻璃容器，通常为锥形或球形，在实验室中用于盛放试剂或样品。錐形瓶、 平底烧瓶和舒伦克瓶等均属于烧瓶。
- 试剂瓶（英语：Reagent bottle）：开口较窄，通常用于储存试剂或样品。较小的称为样本瓶。
- 玻璃罐：圆柱形容器，开口较宽，可密封。钟形罐（英语：Bell jar）可提供真空环境。
- 试管：用以放置、混合或加热少量的固体或液体化学物质，特别适用于定性（英语：qualitative data）实验和分析。
- 干燥器：用于干燥材料或保持材料干燥。
- 蒸發皿：例如表面皿，主要用作蒸发表面（尽管有时它们可能被用于覆盖烧杯 )。
- 培养皿：一种扁平的器皿，里面装满了营养丰富的明胶，可以让微生物快速生长。
- 載玻片：用于在显微镜下固定物品的薄条。

用于测量的玻璃器皿包括：
- 量筒：又薄又高的圆柱形容器，用于测量液体体积。
- 容量瓶：用于量取特定体积的流体。
- 滴定管：与量筒类似，但末端有一个阀门，用于分散精确量的液体试剂，通常用于滴定[13]。
- 移液器：用于转移精确数量的液体。
- 玻璃沸点仪（英语：Ebulliometer）：用于准确测量液体的沸点[14]。

其他玻璃器皿包括：
- 玻璃棒：用于混合化学品的搅拌棒。
- 冷凝管：将蒸汽冷却成液体来进行冷凝[15]。
- 曲颈甑：有一个带长弧形喷口的球体，用于加热蒸馏[16]。
- 干燥枪（英语：Abderhalden's drying pistol）：用于清除样品中的水或其他杂质的痕迹[17]。